# Nikołaj Własik
Nikołaj Własik, ros. Никола́й Си́дорович Вла́сик (ur. 10 maja?/22 maja 1896 w Bobyniczach w rejonie słonimskim, zm. 18 czerwca 1967 w Moskwie) – generał porucznik, funkcjonariusz radzieckich organów bezpieczeństwa, m.in. naczelnik Wydziału I Głównego Zarządu Bezpieczeństwa Państwowego (GUGB) przy Ludowym Komisariacie Spraw Wewnętrznych (NKWD) i późniejszych pionów NKWD/NKGB/MGB, odpowiedzialnych za ochronę rządu. Także szef ochrony osobistej Józefa Stalina.

## Życiorys
Służył także w armii carskiej jako młodszy oficer. Do organów bezpieczeństwa (wówczas Czeka) przyszedł w 1919 roku z  Armii Czerwonej, gdzie służył od listopada 1918 do września 1919 roku w pułku piechoty. Początkowo pracował na różnych stanowiskach, kolejno w Czeka, GPU i w OGPU. W 1929 roku rozpoczął służbę w Oddziale Operacyjnym (OO) OGPU, gdzie kolejno pełnił służbę w Wydziałach 2, 5 i 4. Następnie w 1931 roku, w następstwie rekomendacji ówczesnego szefa OGPU Wiaczesława Mienżyńskiego, rozpoczął służbę jako ochroniarz Józefa Stalina. Od 1 listopada 1933 do 10 lipca 1934 roku pomocnik naczelnika 4 Wydziału Oddziału Operacyjnego. We wrześniu 1938 roku został naczelnikiem Wydziału I odpowiedzialnego za ochronę dostojników państwowych (dawny OORPP – Wydział Ochrony Przywódców Partii i Państwa) w GUGB NKWD. Uniknął czystek, które dotknęły w tym czasie tysiące oficerów Armii Czerwonej i organów bezpieczeństwa i wywiadu tylko dlatego, że (jak o nim mówili) był „przybocznym pieskiem” Stalina. Przez kolejne lata stał na czele organów odpowiedzialnych za ochronę rządu, czyli kolejno Wydziału I GUGB/NKWD 1938-1941, Wydziału I NKGB luty-lipiec 1941, I Oddziału NKWD 1942-1943, Szóstego Zarządu NKGB, oraz 6 Zarządu Ministerstwa Bezpieczeństwa Państwowego ZSRR (MGB). Także pod koniec grudnia 1946 roku został szefem Głównego Zarządu Ochrony MGB, sprawował to stanowisko do 29 kwietnia 1952 roku. Następnie w grudniu, w wyniku intrygi Ławrientija Berii, został zdymisjonowany, wykluczony z WKP(b) i mianowany zastępcą komendanta łagru w Swierdłowsku. Wkrótce jednak aresztowany pod zarzutem utrzymywania kontaktów z podejrzanym o szpiegostwo W. Stenbergiem. Został 17 stycznia 1955 roku skazany na 10 lat zesłania do Krasnogradu (wyrok zmniejszono do pięciu lat w następstwie amnestii) oraz degradację i utratę odznaczeń wojskowych. W 2000 roku pośmiertnie zrehabilitowany z przywróceniem stopnia i odznaczeń.

## Stopnie
1. grudzień 1935 – major bezpieczeństwa państwowego
2. kwiecień 1938 – starszy major bezpieczeństwa państwowego
3. koniec 1938 – komisarz bezpieczeństwa państwowego 3 rangi
4. lipiec 1945 – generał porucznik

## Odznaczenia
- Odznaka „Honorowy Funkcjonariusz Czeki/GPU/OGPU” (dwukrotnie - 20 grudnia 1932 i 16 grudnia 1935)
- Order Czerwonej Gwiazdy (14 maja 1936)
- Order Czerwonego Sztandaru (trzykrotnie - 28 sierpnia 1937, 20 września 1943 i 3 listopada 1944)
- Medal jubileuszowy „XX lat Robotniczo-Chłopskiej Armii Czerwonej” (22 lutego 1938)
- Order Lenina (trzykrotnie - 26 kwietnia 1940, 21 lutego 1945 i 16 września 1945)
- Order Kutuzowa 1 klasy (24 lutego 1945)
- Medal za Zwycięstwo nad Niemcami w Wielkiej Wojnie Ojczyźnianej 1941-1945
- Medal „Za obronę Moskwy”
- Medal „W upamiętnieniu 800-lecia Moskwy”
- Medal jubileuszowy „30 lat Armii Radzieckiej i Floty”
- Krzyż Zasługi Wojskowego Orderu Świętego Jerzego (Imperium Rosyjskie)